# Kungsbacka-Hanhals församling
Kungsbacka-Hanhals församling är en församling i Kungsbacka kontrakt i Göteborgs stift. Församlingen bildar eget pastorat och ligger i Kungsbacka kommun i Hallands län.

## Administrativ historik
Församlingen bildades 2013 när Hanhals församling uppgick i Kungsbacka församling, vars namn samtidigt ändrades till Kungsbacka-Hanhals församling.

## Kyrkor
- Hanhals kyrka
- Kungsbacka kyrka
- Sankta Gertruds kyrka